# Michael Grandage
Pour les articles homonymes, voir Grandage.
Michael Grandage, né le 2 mai 1962 à Yorkshire (Angleterre), est un réalisateur, metteur en scène et producteur britannique.

## Filmographie

### Réalisateur
- 2016 : Dawn French Live: 30 Million Minutes
- 2016 : Genius (aussi producteur)
- 2022 : My Policeman

### Acteur
- 1988 : Rumpole of the Bailey
- 1989 : Chelworth
- 1989 : Somewhere to Run
- 1990 : Screen Two
- 1990 : The Green Man
- 1990 : Theatre Night
- 1991 : Josie
- 1991 : The House of Eliott
- 1994 : Anna Lee
- 1994 : Cadfael
- 1994 : La Folie du roi George : Amputee
- 1997 : Bugs

## Distinctions
- (en) Michael Grandage: Awards, sur l'Internet Movie Database